# La leva cantautorale degli anni zero
La leva cantautorale degli anni zero è stato un progetto ideato e curato da Enrico Deregibus e nato dalla collaborazione di Enrico de Angelis per il Club Tenco, Giordano Sangiorgi del MEI e Alabianca Records, comprendente una serie di serate live e un album di 36 giovani cantautori di varia estrazione, pubblicato nel 2010.

## Descrizione
Il disco raccoglie brani inediti di giovani cantautori italiani degli anni 2000. È stato pubblicato in formato doppio CD, con una prefazione scritta da Simone Cristicchi.

## Tracce
CD1
1. Roberta Carrieri – Il valzer dei tre giorni – 4:08
2. Maler – Salamandra – 2:45
3. Brunori Sas – Una domenica notte – 4:18
4. Giuseppe Righini – E mio padre se ne vola via – 3:10
5. Roberta Di Lorenzo – Luce da un faro – 4:01
6. Banda Elastica Pellizza – Mon docteur psychanalyste – 2:06
7. Alessandro Mannarino – Scetate vajò – 5:03
8. Samuel Katarro – I Was the Musonator – 5:46
9. Giovanni Block – Song for Pagnotta – 2:56
10. Andhira – Thule – 6:07
11. Jang Senato – La bomba nucleare – 3:06
12. Giorgia Del Mese – Spengo – 3:17
13. Matteo Castellano – Innamorato lungo – 1:52
14. Debora Petrina – I fuochi d'artificio – 4:20
15. Dino Fumaretto – Buchi in città – 2:08
16. Giua – Dominante rosso – 3:35
17. Farabrutto – Il funambolo – 4:23
18. Alessio Lega – I baci – 3:21

CD2
1. Piji – Un vestito di canapa – 5:10
2. Nobraino – L'onesta monarchia di Luigi Filippo – 3:17
3. Patrizia Laquidara – Essenzialmente – 2:53
4. Zibba & Almalibre – Aria di levante – 3:22
5. Beatrice Antolini – Paranormal – 3:21
6. Ettore Giuradei – Mosè – 3:45
7. Dente – Sogno – 2:18
8. Erica Mou – La neve sul mare – 3:43
9. Cordepazze – Verona – 3:14
10. Denise – Ageless – 4:10
11. Paolo Simoni – Fiori su sassi – 3:38
12. Bastian Contrario – Parla tu per me – 2:58
13. Granturismo – Rouge noir – 3:06
14. Mariposa – Sanremo – 5:04
15. Alessandro Orlando Graziano – Aiutami ad innamorarmi di te – 4:37
16. Giancarlo Frigieri – Il funerale delle parole – 3:45
17. Simona Gretchen – Krieg – 3:23
18. Amor Fou – Il ticinese – 3:05